# Giralda

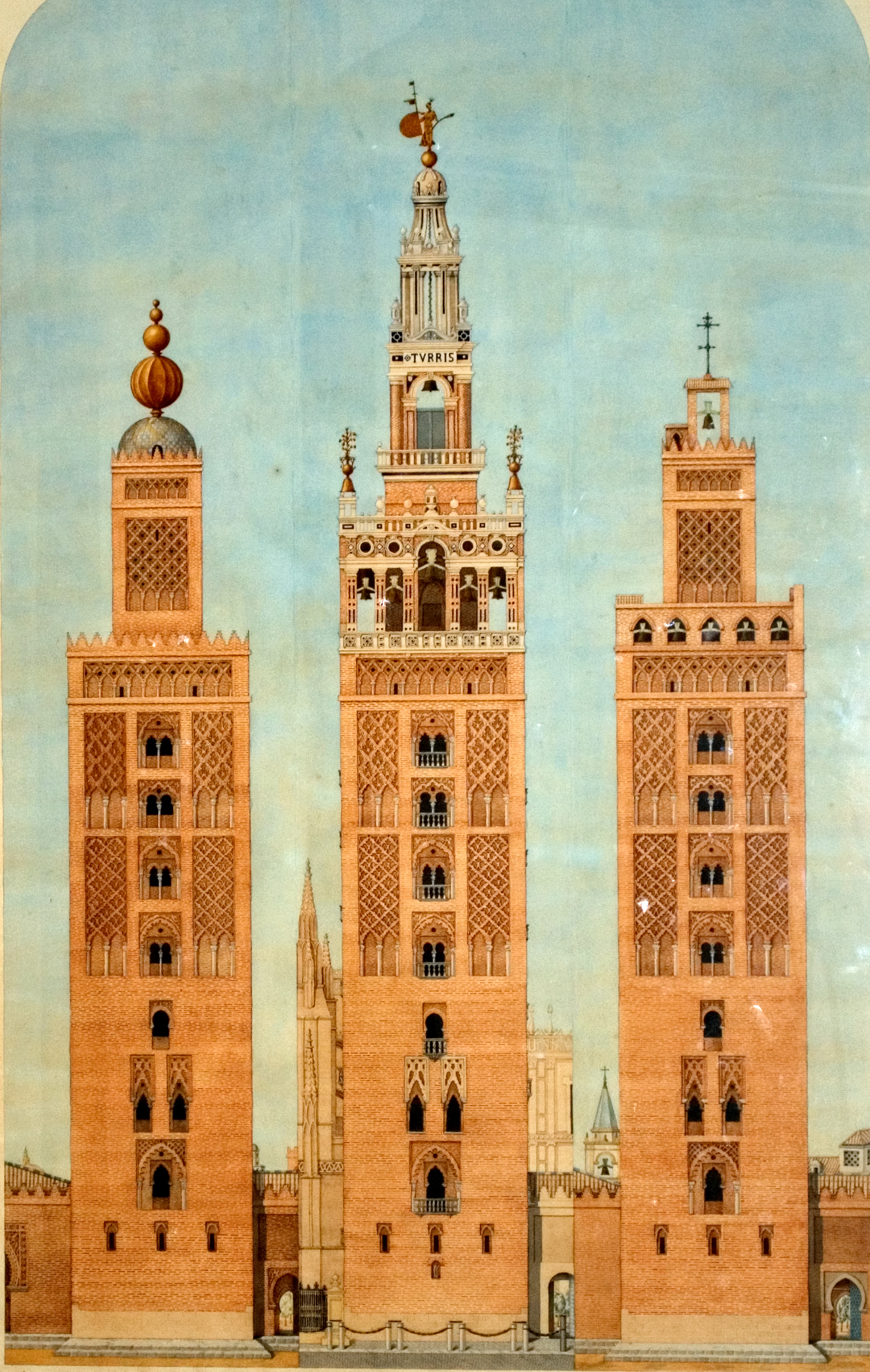
Tháp Giralda tại nhiều giai đoạn xây dựng: Almohad (trái), Medieval Christian (phải), và Phục hưng (giữa).

Giralda là một ngọn tháp cũ đã được chuyển đổi sang một tháp chuông của nhà thờ chính tòa Sevilla ở Sevilla. Tháp có độ cao 104,5 m (343 ft) là một trong những biểu tượng quan trọng nhất trong thành phố thời Trung cổ.
Tòa tháp được bắt đầu xây theo thiết kế của kiến trúc sư Ahmad Ben Baso vào năm 1184. Sau cái chết của Ben Baso, các kiến trúc sư khác tiếp tục công việc thiết kế xây dựng tháp. Một kiến trúc sư tên là Jabir (hoặc Geber) cũng thường được ghi với thiết kế của tháp. Tòa tháp được hoàn thành ngày 10 tháng 3 năm 1198 với việc lắp đặt các quả cầu đồng trên đỉnh của tòa tháp. Kiến trúc sư thiết kế tòa tháp tương tự ở những gì đang có bây giờ Tây Ban Nha và Morocco trong thời gian này. Tòa tháp của nhà thờ Hồi giáo Koutoubia tại Marrakesh phục vụ như là một mô hình cho các Giralda và công trình tương tự, tháp Hassan ở Rabat.
Hai phần ba đầu tiên của tháp là một ngọn tháp cũ từ thời kỳ Almohad của Seville, một phần ba phía trên theo kiến trúc Phục hưng Tây Ban Nha. Sau khi Seville đã bị các Kitô hữu chiếm giữ (năm 1248) trong thời kỳ Reconquista, nhà thờ Hồi giáo của thành phố đã được chuyển thành nhà thờ Thiên chúa giáo. Cấu trúc này đã bị thiệt hại trong một trận động đất vào năm 1356, thành phố bắt đầu xây dựng đại giáo đường như hiện nay vào năm 1401, đây là một trong những nhà thờ lớn nhất trên thế giới và là một ví dụ nổi bật của phong cách kiến trúc Gothic và Baroque. Các tháp còn sót sau trận động đất, nhưng các quả cầu đồng đứng đầu tháp đã bị rơi trong một trận động đất năm 1365, và các quả cầu này đã được thay thế bằng một cây thánh giá và chuông. Ngôi đại giáo đường mới được chuyển tòa tháp thành một tháp chuông và cuối cùng xây dựng nó cao hơn trong thời kỳ Phục hưng theo thiết kế của kiến trúc sư Hernán Ruiz, người được giao thiết kế toà tháp vào năm 1568. Phần này mới hơn của tháp có một dòng chữ lớn phương châm của Sevilla, NO8DO, nghĩa là "[Sevilla] đã không bỏ rơi tôi." Alfonso X của Castile đã đưa ra khẩu hiệu cho thành phố khi nó tiếp tục hỗ trợ cai trị của ông trong một cuộc nổi dậy. Trùm trên đỉnh tháp là "phần Lily" bao quanh bao chuông. Bức tượng cao 4 m về chiều cao - m 7 (23 ft) với các bệ - và ngồi trên đỉnh của tháp từ cài đặt của nó năm 1568 cho đến năm 1997, khi nó được thay thế một phiên bản tượng sao.